# Davi Banda
Davi Banda (Zomba, 29 dicembre 1983) è un ex calciatore malawiano, di ruolo centrocampista.